# Simon Lichtenberg
Simon Lichtenberg (* 15. Dezember 1997) ist ein deutscher Snookerspieler aus Berlin. Er wurde 2016 deutscher Meister und gewann 2018 als erster Deutscher die U21-Europameisterschaft. Dadurch qualifizierte er sich als vierter Deutscher für die Main Tour der Snookerprofis.

## Karriere

### 2005–2018: Anfänge als Amateur
Simon Lichtenberg begann mit 8 Jahren mit dem Snookerspielen. Dazu gebracht hatte ihn sein Vater, der aus England stammt. Im März 2012 erreichte er bei seiner ersten Teilnahme an der U21-Europameisterschaft die Runde der letzten 48. Einen Monat später zog er ins Finale der deutschen U21-Meisterschaft ein und unterlag dort Lukas Kleckers mit 1:3. Bei der deutschen Jugend-Meisterschaft 2013 erreichte er in den Altersklassen U16 und U21 das Endspiel. Nachdem er sich bei den U16-Junioren mit 3:0 gegen Moritz Thomas durchsetzen konnte, verlor er bei den U21-Junioren mit 2:4 gegen Kleckers. Im Oktober 2013 nahm er erstmals an der deutschen Meisterschaft der Herren teil und schaffte es ins Achtelfinale, in dem er mit 2:3 gegen Sascha Lippe ausschied. Bei den U21-Europameisterschaften 2014 und 2015 erreichte er die Runde der letzten 32. 2015 unterlag er dem späteren Turniersieger Darryl Hill mit 0:4. Im Juli 2015 schaffte er es auch bei der U21-Weltmeisterschaft in die Runde der letzten 32. Bei der deutschen Meisterschaft 2015 erreichte er das Achtelfinale, nachdem er im Vorjahr nicht teilgenommen hatte.
In der Saison 2015/16 nahm Lichtenberg erstmals an Turnieren der Players Tour Championship teil. Nachdem er beim Paul Hunter Classic 2015 und bei den Ruhr Open 2015 in der Vorrunde ausgeschieden war, erreichte er im November 2015 bei den Bulgarian Open die Runde der letzten 128, in der er dem Engländer Oliver Lines mit 1:4 unterlag. Bei seinen beiden weiteren PTC-Turnierteilnahmen der Saison (Gibraltar Open 2015 und Gdynia Open 2016) schied er jeweils in der Vorrunde aus.
Bei der U21-EM 2016 erreichte er erneut die Runde der letzten 32. Im Mai 2016 gewann er durch einen 3:2-Finalsieg gegen Roman Dietzel zum ersten Mal ein Turnier des German Grand Prix. Bei der U21-WM 2016 schied er in der Runde der letzten 64 aus. Wenige Tage später gelangte er beim Paul Hunter Classic in die Runde der letzten 128 und verlor mit 1:4 gegen Robbie Williams. Im November 2016 kam Lichtenberg bei der deutschen Meisterschaft erstmals über das Achtelfinale hinaus. Nach Siegen gegen Jörn Hannes-Hühn, Sascha Breuer und Jan Eisenstein zog er schließlich ins Finale ein, in dem er durch einen 4:2-Sieg gegen Roman Dietzel Deutscher Meister wurde. Anfang 2017 schied er bei den Gibraltar Open in der Vorrunde aus und erreichte bei der U21-EM das Achtelfinale und bei der Herren-EM, für die er erstmals nominiert worden war, das Sechzehntelfinale.
Im Mai 2017 versuchte Lichtenberg sich über die Q School für die Main Tour zu qualifizieren. Er kam jedoch bei keinem der beiden Turniere über die dritte Runde hinaus. Zu Beginn der Saison 2017/18 bildete er beim World Cup gemeinsam mit Lukas Kleckers das deutsche Team, das in der Vorrunde ausschied. Wenig später erreichte er bei der U21-Snookerweltmeisterschaft das Viertelfinale, in dem er sich jedoch dem späteren Weltmeister Fan Zhengyi mit 0:5 geschlagen geben musste. In der Qualifikation des Paul Hunter Classic 2017 verlor er sein Auftaktmatch gegen Ashley Carty. Bei der deutschen Meisterschaft 2017 schied er im Halbfinale gegen den späteren Deutschen Meister Richard Wienold aus. Im Februar 2018 zog Lichtenberg in Sofia, nachdem er unter anderem Michail Terechow, Kobe Vanoppen und Brian Ochoiski besiegt hatte, als erster Deutscher ins Finale der U21-Europameisterschaft ein. Im Endspiel gegen den Waliser Tyler Rees gewann er mit 6:3 und war damit für die Main-Tour-Spielzeiten 2018/19 und 2019/20 qualifiziert. Da die Deutsche Billard-Union zuvor nicht der neugegründeten World Snooker Federation beigetreten war, was der Profiweltverband WPBSA jedoch zur Bedingung dafür erklärt hatte, dass Spieler auf die Profitour gelangen können, war zunächst unklar, ob er den Main-Tour-Platz erhalten würde. Die WPBSA bestätigte jedoch wenige Tage später, dass er die Main Tour Card unabhängig von dem offenen Verbandsstatus erhält.
Im März 2018 überstand Lichtenberg erfolgreich die Vorrunden der Gibraltar Open durch Siege gegen die Briten Robert James (4:3) und Dylan Craig (4:2). Im Hauptturnier unterlag er in Runde 2 (Runde der letzten 64) dem Profispieler Scott Donaldson mit 1:4.

### 2018–2020: Erste Profijahre
In seiner ersten Profisaison startete Lichtenberg in der Qualifikation zum Riga Masters 2018 mit einer 0:4-Niederlage gegen Jamie Jones. Wenige Tage später gelang ihm in der Qualifikationsrunde zu den World Open sein erster Sieg als Profi, als er sich mit 5:2 gegen den früheren Weltmeister Ken Doherty durchsetzte. Beim Hauptturnier im chinesischen Yushan unterlag er jedoch in der ersten Runde dem Chinesen Mei Xiwen mit 2:5. Im August 2018 verlor er bei den Qualifikationswettbewerben der Indian Open 2019 und der China Championship 2018 sein Auftaktspiel gegen den Schweizer Alexander Ursenbacher (2:4) beziehungsweise den Engländer Barry Hawkins (0:5). Kurz darauf gewann er beim Paul Hunter Classic in Fürth sein Erstrundenspiel gegen den englischen Amateur Wayne Brown mit 4:3 und verlor in der zweiten Runde mit 1:4 gegen Alfie Burden.
Bei den verbliebenen 12 Ranglistenturnieren der Spielzeit blieb Lichtenberg sieglos. Darunter waren eine 2:6-Niederlage gegen Marco Fu bei der International Championship 2018 und eine 3:6-Niederlage gegen Stephen Maguire bei der UK Championship 2018, bei der er bereits mit 2:0 und 3:2 geführt hatte. In der Qualifikation zum German Masters 2019 (gegen Niu Zhuang) und bei den Welsh Open 2019 (gegen Billy Joe Castle) verlor er erst im Entscheidungsframe. In der Qualifikation zur Weltmeisterschaft 2019 musste er sich in der ersten Runde dem Engländer Joe Perry mit 1:10 geschlagen geben. In der Weltrangliste beendete Lichtenberg seine erste Profisaison auf dem 124. Platz.
In seiner zweiten Spielzeit als Profi blieb Lichtenberg bei den ersten zehn Turnieren sieglos. Viermal verlor er dabei erst im Decider; bei der International Championship 2019 gegen Ding Junhui, bei den English Open 2019 gegen Hossein Vafaei, bei der UK Championship 2019 gegen Joe Perry und beim European Masters 2020 gegen David Lilley. Sein erster Sieg gelang ihm bei den Welsh Open 2020, als er sich mit 4:1 gegen den Top-30-Spieler Ryan Day durchsetzte, anschließend jedoch gegen Dominic Dale (2:4) verlor. Bei den beiden folgenden Turnieren, dem Snooker Shoot-Out und den Gibraltar Open, musste er zwei weitere Erstrundenteilnahmen hinnehmen.
In der Qualifikation zur WM 2020 besiegte Lichtenberg in der ersten Runde den Engländer Adam Duffy mit 6:2 und schied anschließend gegen Mark Joyce mit 3:6 aus. Er beendete die Saison auf dem 112. Weltranglistenplatz und verpasste somit nach zwei Jahren die direkte Weiterqualifikation für die Profitour. Er musste in der Q School antreten und traf im ersten Spiel auf Kishan Hirani, der die Saison auf Platz 93 beendet hatte. Nach dem umkämpften 3:2-Sieg gegen den Waliser erreichte er souverän das Entscheidungsspiel und mit einem 4:1 über den langjährigen Profi Leo Fernandez verlängerte er seine Main-Tour-Zugehörigkeit um weitere 2 Jahre.

### 2020/21: Dritte Profisaison
Nachdem Lichtenberg in seinen ersten beiden Profijahren lediglich vier Spiele gewonnen hatte, verbesserten sich seine Ergebnisse in der Spielzeit 2020/21 und er gewann in der ersten Saisonhälfte bei fünf von sieben Ranglistenturnieren ein Spiel. Zweimal setzte er sich dabei gegen Top-32-Spieler durch, so gelang ihm ein 3:1-Sieg gegen Martin Gould bei der Championship League, bei der er dennoch als Gruppenletzter ausschied, und bei der UK Championship besiegte er Scott Donaldson mit 6:3, bevor er in der Runde der letzten 64 dem Waliser Jak Jones unterlag. Im Dezember 2020 setzte er sich in der Qualifikation zum German Masters gegen Amine Amiri durch, scheiterte jedoch in der zweiten Qualifikationsrunde an Fergal O’Brien.
Anfang 2021 zog Lichtenberg beim Snooker Shoot-Out und bei den Welsh Open in die Runde der letzten 64 ein. Im März hingegen musste er bei den Gibraltar Open eine 3:4-Auftaktniederlage gegen Lu Ning hinnehmen. Wenig später gewann er bei der WST Pro Series fünf Spiele, unter anderem gegen Dylan Emery, Chang Bingyu und Tian Pengfei, verpasste als Drittplatzierter seiner Gruppe hinter Allister Carter und Mark Davis jedoch knapp den Einzug in die zweite Runde. Bei der WM-Qualifikation 2021 setzte er sich im Erstrundenspiel gegen Iwan Kakowski mit 6:3 durch und unterlag anschließend mit 4:6 dem Engländer Ian Burns. In der Weltrangliste kam er zum Saisonende auf den 97. Platz.

### 2021/22: Vierte Profisaison
Beim Auftaktturnier der Saison 2021/22, der Championship League, erzielte Lichtenberg in seinen drei Vorrundenspielen einen Sieg und ein Unentschieden und verpasste als Gruppenzweiter, einen Punkt hinter Tom Ford, nur knapp den Einzug in die Zwischenrunde. Im ersten Halbjahr der Spielzeit gewann er zwei weitere Spiele; bei den Northern Ireland Open setzte er sich in der Qualifikationsrunde gegen Wu Yize und schied in der Runde der letzten 64 gegen Matthew Stevens (3:4) aus und in der Qualifikation zum German Masters 2022 besiegte er Sanderson Lam, bevor er durch eine 1:5-Niederlage gegen Ricky Walden den Einzug in die Endrunde in Berlin verpasste.
Anfang 2022 erreichte Lichtenberg beim Snooker Shoot-Out die zweite Runde und verlor gegen Michael Holt. Auch beim Turkish Masters gelangte er in die Runde der letzten 64, in der er dem Waliser Jackson Page mit 0:5 unterlag. Bei der WM-Qualifikation 2022 besiegte er Wu Yize (6:4) und schied in der dritten Runde gegen Hossein Vafaei (0:6) aus. Am Saisonende verlor er seinen Profistatus und trat anschließend nicht mehr in der Q School an, um ihn zurückzuerlangen.

### Seit 2022: Weitere Karriere
Nach knapp zwei Jahren Pause erreichte Lichtenberg Anfang 2024 beim German Grand Prix das Achtelfinale und bei der Europameisterschaft die Runde der letzten 64. Nachdem er bei der Amateurweltmeisterschaft 2024 in der Vorrunde gescheitert war, zog er im November 2024 bei der deutschen Meisterschaft ins Finale ein, in dem er sich Umut Dikme mit 3:4 geschlagen geben musste.
Im März 2025 besiegte Lichtenberg bei der Europameisterschaft unter anderem Rodions Judins und Fergal Quinn und erreichte das Achtelfinale, in dem er dem Serben Jovan Todorović mit 3:4 unterlag.

## Mannschaftskarriere
Ab 2010 spielte Lichtenberg bei der Snookerfabrik Berlin. Mit dieser stieg er 2012 in die 2. Bundesliga und 2015 in die 1. Bundesliga auf. In der Saison 2015/16 wurde er mit den Berlinern Dritter und erreichte dabei in der Einzelwertung den dritten Platz. In der folgenden Spielzeit gelang in der Relegation der Klassenerhalt. Zu Beginn der Saison 2017/18 meldete die Snookerfabrik ihre Mannschaft ab und Lichtenberg wechselte zum 1. DSC Hannover. Nachdem er in der Saison 2018/19 nicht am Ligaspielbetrieb teilgenommen hatte, wechselte Lichtenberg zur Saison 2019/20 zum deutschen Meister 1. SC Mayen-Koblenz, mit dem er 2020 und 2022 Vizemeister und 2023 (ohne Einsatz) und 2024 deutscher Meister wurde.

## Erfolge
| Ergebnis                  | Jahr | Turnier                        | Finalgegner        | Endstand |
| ------------------------- | ---- | ------------------------------ | ------------------ | -------- |
| Amateurturniere (Auswahl) |      |                                |                    |          |
| Finalist                  | 2012 | Deutsche U16-Meisterschaft     | Lukas Kleckers     | 1:3      |
| Sieger                    | 2013 | Deutsche U16-Meisterschaft     | Moritz Thomas      | 3:0      |
| Finalist                  | 2013 | Deutsche U21-Meisterschaft     | Lukas Kleckers     | 2:4      |
| Sieger                    | 2016 | Deutsche Meisterschaft         | Roman Dietzel      | 4:2      |
| Sieger                    | 2017 | Deutsche Meisterschaft (6-Red) | Christoph Gawlytta | 4:1      |
| Sieger                    | 2018 | U21-Europameisterschaft        | Tyler Rees         | 6:3      |
| Finalist                  | 2024 | Deutsche Meisterschaft         | Umut Dikme         | 3:4      |

## Saisonübersicht
| Weltrangliste WRL | AP EP |

| – ET |
| – ET |

| R1   |
| – ET |

| R1   |
| – ET |

| Legende | Legende                               |
| ------- | ------------------------------------- |
| S       | Sieger                                |
| F       | Finalist                              |
| HF      | Halbfinalist                          |
| VF      | Viertelfinalist                       |
| AF      | Achtelfinalist                        |
| LX      | Niederlage in der Runde der letzten X |
| RX      | Niederlage in Runde X                 |
| WR      | Niederlage in der Wildcardrunde       |
| QR      | Niederlage in der Qualifikation       |
| NQ      | Nicht qualifiziert                    |
| –       | nicht teilgenommen                    |
| –       | keine Weltranglistenplatzierung       |
| n. a.   | nicht ausgetragen                     |
| k. R.   | keine Rangliste                       |
| TS / TN | Turniersiege / Teilnahmen             |
| AP      | Ranglistenposition am Saisonbeginn    |
| EP      | Ranglistenposition am Saisonende      |

## Sonstiges
Simon Lichtenberg legte 2015 das Abitur am Berliner John-Lennon-Gymnasium ab und studiert seit Oktober 2016 Wirtschaftswissenschaft an der TU Berlin.